# فلاديمير باسكال
فلاديمير باسكال (بالفرنسية: Vladimir Pascal)‏ (27 مايو 1992 بهايتي - ) هو لاعب كرة قدم هايتي في مركز الوسط. شارك مع منتخب هايتي تحت 23 سنة لكرة القدم ومنتخب جزر غوادلوب لكرة القدم ومنتخب هايتي لكرة القدم. أما مع النوادي، فقد لعب مع CS Moulien ‏ وAS Gosier ‏.

## وصلات خارجية
- فلاديمير باسكال على موقع قاعدة بيانات كرة القدم.إي يو (الإنجليزية)
- فلاديمير باسكال على موقع ناشيونال فوتبول تيمز (الإنجليزية)
- فلاديمير باسكال على موقع Soccerway.com (الإنجليزية)